# ヘンスローヒメドリ
ヘンスローヒメドリ (Ammodramus henslowii)は、スズメ目ホオジロ科の鳥類。